# Jean Lavigne
Pour les articles homonymes, voir Lavigne.
Jean Lavigne est une personnalité française du monde des affaires. Il est diplômé de l'École nationale supérieure d'Arts & Métiers et de Supélec.

## Biographie

### Formation
Jean Lavigne est diplômé de l'École nationale supérieure d'Arts & Métiers (Cl. 158) et de Supélec. Il possède également un Master of Science en Génie Électrique de l'Université de Virginie et un MBA du MIT (Sloan School of Management).

### Parcours professionnel[2],[3]
De novembre 1994 à janvier 2024, Jean Lavigne a été vice-président de Motorola Inc., chargé de la France et du Benelux. Parallèlement, il était également président-directeur général de Motorola S.A. et de Motorola Semiconductor S.A. (devenu Freescale),.
Avant de rejoindre Motorola, il était membre du comité de direction européen de Digital Equipment Corporation chez qui il travaillait depuis 1987. Il a commencé sa carrière chez Schlumberger en 1964.

## Mandats échus
- Président du conseil d'administration de l'École nationale supérieure d'Arts & Métiers[6]

## Distinctions
- Chevalier de la Légion d'honneur